# Fabricio Núñez
Fabricio Damián Núñez Lozano (Mercedes, 4 novembre 1985) è un ex calciatore uruguaiano, di ruolo attaccante.

## Carriera

### Club
Il 21 agosto 2017 viene acquistato a titolo definitivo dalla squadra albanese del Luftëtari.